# Scrapy
A Scrapy ( /ˈ s k r eɪ p aɪ / SKRAY-peye ) egy Python nyelven írt és Cambuslang nyelven fejlesztett ingyenes és nyílt forráskódú webbejáró (crawler) keretrendszer. Eredetileg webscrapelésre tervezték, de API-k használatával vagy általános célú webrobotként is használható adatok kinyerésére. Jelenleg a Zyte (korábban Scrapinghub ), egy webscraper eszközöket fejlesztő és szolgáltató cég a karbantartója.
A Scrapy projektarchitektúra „pókok” köré épül, ezek önműködő bejárók, amelyek utasításokat kapnak. A többi ne ismételje meg magát keretrendszer szellemét követve, mint például a Django, ez megkönnyíti a nagy bejáró projektek felépítését és beállítását azáltal, hogy lehetővé teszi a fejlesztők számára, hogy újra felhasználják kódjukat.
Néhány jól ismert, Scrapy-t használó cég és termék: Lyst,  Parse.ly, Sayone Technologies, Sciences Po Medialab, Data.gov.uk World Government Data webhely .

## Története
A Scrapy a londoni székhelyű Mydeco webaggregáló és e-kereskedelmi vállalatnál született, ahol a Mydeco és az Insophia (az uruguayi montevideói webes tanácsadó cég) alkalmazottai fejlesztették és tartották karban. Az első nyilvános kiadás 2008 augusztusában volt a BSD licenc alatt, a mérföldkő 1.0 kiadás pedig 2015 júniusában történt. 2011-ben a Zyte (korábban Scrapinghub) lett az új hivatalos karbantartó. 

## Fordítás
Ez a szócikk részben vagy egészben  a   Scrapy című angol Wikipédia-szócikk ezen változatának fordításán alapul.  Az eredeti cikk szerkesztőit annak laptörténete sorolja fel. Ez a jelzés csupán a megfogalmazás eredetét és a szerzői jogokat jelzi, nem szolgál a cikkben szereplő információk forrásmegjelöléseként.